# Лявленское сельское поселение
Лявленское сельское поселение или муниципальное образование «Лявленское» — упразднённое муниципальное образование со статусом сельского поселения в Приморском муниципальном районе Архангельской области России.
Соответствует административно-территориальной единице в Приморском районе — Лявленскому сельсовету (с центром в деревне Хорьково).
Административный центр находился в деревне Хорьково.

## География
Сельское поселение было расположено в южной части Приморского района Архангельской области на правом берегу реки Северная Двина, его площадь составляла 1347,4 гектара. Граничило с МО «Коскогорское» и МО «Уемское».

## История
Муниципальное образование было образовано в 2006 году.
В 2015 году муниципальное образование было упразднено путём объединения Лявленского и Коскогорского сельских поселений в одно муниципальное образование Боброво-Лявленское сельское поселение.
Название получило от реки Лявля. Реорганизация Княжестровского Совета народных депутатов состоялась в июле 1987 году, когда был образован Лявленский сельский Совет народных депутатов.

## Население
| 2007 | 2010  | 2011  | 2012  | 2013  | 2014  | 2015  |
| ---- | ----- | ----- | ----- | ----- | ----- | ----- |
| 1450 | ↗1616 | ↘1611 | ↘1605 | ↘1534 | ↘1438 | ↘1420 |

## Состав
В состав Лявленского сельского поселения входили:
- д. Бор
- д. Бабанегово
- д. Бакарица
- д. Большие Карелы
- д. Дедов Полой
- д. Ершовка
- д. Зачапино
- д. Конецгорье
- д. Кузьмино
- д. Лингостров
- д. Мордарово
- д. Новинки
- д. Новое Стражково
- д. Олешник
- д. Погорелка
- д. Псарёво
- д. Сапушкино
- д. Словенское
- д. Старое Стражково
- д. Трепузово
- д. Туманок
- д. Хорьково
- д. Чёрный Яр
- остров Ягодник

### Карты
- [mapq37.narod.ru/map1/iq37128129130.html Топографическая карта Q-37-128,129,130. Архангельск — 1 : 100 000]